# Acido p-amminoippurico
Il PAI (acido para-amminoippurico) è un composto esogeno secreto a livello dei capillari peritubulari renali.
L’acido para-aminoippurico consente la rilevazione della clearance di tutte quelle sostanze che subiscono soltanto il meccanismo di secrezione; il PAI infatti viene eliminato nelle urine soltanto attraverso il meccanismo della secrezione.
Il valore del flusso plasmatico renale può essere ottenuto tramite il test con acido p-ammino ippurico.
La clearance dell’acido para-aminoippurico è di 490-820 ml/minuto nell’uomo, 440-745 ml/minuto nelle donne e 34-98 ml/minuto nei neonati.
L’alterazione del suo livello nelle urine indica un’alterazione della portata renale ematica.